# Tomáš Fučík
Tomáš Fučík (23. května 1985, Třebíč) je český plavec, specializuje se na znak a polohovou štafetu. Je mnohonásobným českým šampionem a držitelem rekordů na 100 m znak a 200 m polohový závod. Fučík je členem Jihlavského klubu plavání a připravuje se pod dozorem trenérky Markéty Kaplanové.
Tomáš Fučík se kvalifikoval na dva plavecké závody na Letní olympijské hry 2008 v Pekingu tím, že splnil FINA B limity 56,54 s (100 m znak) a 2:03,57 sekundy (200 m polohový závod) na závodech Mare Nostrum v Barceloně. Na trati 100 m znak se v Barceloně spolu s Tomášem Fučíkem kvalifikovalo dalších sedm plavců. Na olympijských hrách v Pekingu skončil na celkovém 41. místě v závodu na 100 m znak. V polohovém závodu na 200 m skončil na celkovém 31. místě s tím, že v rozplavbě zaplaval svůj osobní rekord 2:02,85 s.
Na světovém šampionátu 2009 v Římě v Itálii Fučík ustanovil nový český rekord na 100 m znak (55,88 s) a v polohovém závodě na 200 metrů (2:02,60 s).